# Julius Weber
Julius Weber (n. 10 octombrie 1880, Lemberg, Regatul Galiției și Lodomeriei, Austro-Ungaria – d. 23 septembrie 1942, Brațlav, RSS Ucraineană, URSS) a fost un jurnalist evreu de limbă germană din Cernăuți.
Împreună cu avocatul dr. Elias Eliahu Weinstein a scos publicația Czernowitzer Morgenblatt („Foaia / Gazeta de dimineață din Cernăuți”) un ziar de limba germană, care a fost publicat la Cernăuți de un grup de ziariști, avocați și scriitori evrei în perioada 1918-1940, când localitatea a făcut parte din România, mai precis între 14 mai 1918 și 28 iunie 1940, perioadă în care au ieșit de sub tipar 6484 de numere.
Julius Weber a fost președinte (1922) și ulterior vicepreședinte (1924 – 1925) al sindicatului jurnaliștilor din Cernăuți. A fost președinte al Bürgerlichen Mietervereines (asociației cetățenești a chiriașilor), înființate în 1922. A fost președinte al „Gemilath Chessed“, asociație întemeiată în 1923 pentru acordarea de împrumuturi fără dobândă. A fost membru al Consiliului municipal din Cernăuți. A fost cap de listă la alegerile pentru Consiliul cultural evreiesc din 1929. A fost președinte provizoriu a asociației „Verband der bürgerlichen Gewerbetreibenden“ (Asociația micilor liber profesioniști), în 1930. În 1935 a inițiat „Selbsthilfeverein der Handels- und Gewerbetreibenden“ (Asociația de autoajutorare a comercianților și liber profesioniștilor).

## Scrieri
- Julius Weber, Die Russentage in Czernowitz. Ereignisse der ersten und zweiten russischen Invasion, E. Kanarski, Czernowitz, 1915.[7]